# Das Erste
Das Erste er en landsdækkende tysk fjernsynskanal som drives af ARD og sender døgnet rundt.
Kanalen er et samarbejdsprojekt mellem broadcastingselskaberne som er medlem af ARD, og har sæde i Bayerischer Rundfunks fjernsynshus i München. Kanalen ledes af en programdirektør.
Das Erste blev grundlagt i 1952 under navnet Deutsches Fernsehen. I 1984 fik kanalen navnet Erstes Deutsches Fernsehen, og i 1996 fik den navnet Das Erste.
Kanalen har hovedsæde i München.

## Sendt på Das Erste
- Türkisch für Anfänger